# Phyllidia varicosa
Phyllidia varicosa é uma espécie de lesma marinha (nudibranchia), um molusco gastrópode marinho sem casca da família Phyllidiidae.

## Descrição
Crescendo até pelo menos 115 milímetros, distingue-se por suas numerosas (3 a 6) cristas longitudinais. As bases dos seus tubérculos possuem coloração azul acinzentado, já a parte superior é amarela, e a sola do pé apresenta uma lista longitudinal.
Phyllidia varicosas assemelha-se estreitamente aos juvenis do pepino do mar, Pearsonothuria graeffei que são brilhantemente coloridos, sendo branco e azul ou preto, com alguns espinhos amarelos como projeções. Estas cores brilhantes alertam os predadores da toxicidade do pepino do mar, e esta mímica por parte das espécies de lesma do mar serve para protegê-lo também. O pepino do mar adulto tem coloração muito mais maçante, mas também é muito maior do que a lesma do mar.  Essa espécie está amplamente distribuída na porção oeste do Oceano Pacífico, incluindo o Pacífico Central e no Mar Vermelho.
HABITAT
Faixa de profundidade baseada em 18 espécimes em 2 táxons.
A temperatura da água e a química variam com base em 14 amostras.
Escalas ambientais
  Escala da profundidade (m): 1,5-62
  Escala de temperatura (° c): 24, 82-29,241
  Nitrato (umol/L): 0, 77-1,286
  Salinidade (PPS): 33,706-35,344
  Oxigênio (ml/l): 4,460-4,713
  Fosfato (umol/l): 0, 89-0,346
  Silicato (umol/l): 0,950-4,359